# Pintores de Fionia

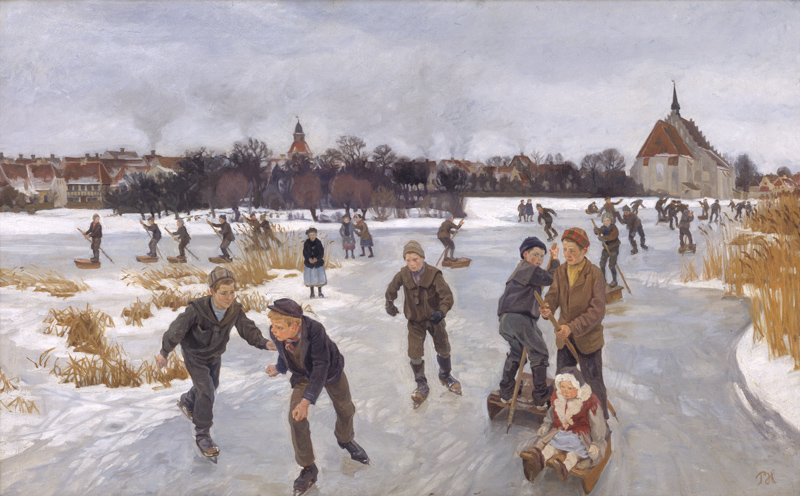
Peter Hansen: Pa isen bag byen Faborg (1901)

Los pintores de Fionia o Fynboerne fueron una colonia de artistas daneses que se asentó a principios del siglo XX en la isla de Fionia (en danés: Fyn). Los miembros fueron fuertemente influenciados por Kristian Zahrtmann, quien enseñó en el Kunstnernes Frie Studieskoler en Copenhague desde 1885 hasta 1908. Al igual que Zahrtmann, dejaron atrás las tradiciones de la Real Academia Danesa de Bellas Artes y comenzaron a explorar direcciones como el posimpresionismo y el expresionismo. 

## Historia
El núcleo principal de los pintores de Fionia estaba formado por Johannes Larsen (1867-1961) de Kerteminde, Fritz Syberg y Peter Hansen, ambos de Faaborg. Alhed Larsen, la esposa de Johannes Larsen, Anna Syberg, la hermana de Peter Hansen y esposa de Fritz Syberg, y Christine Larsen, la hermana de Johannes Larsen, también fueron artistas y se asociaron con los pintores de Fionia, aunque nunca recibieron el mismo reconocimiento que los hombres. Christine Larsen se casó con Sigurd Swane, quien también se trasladó a Kerteminde.  Møllebakken, un pueblo cerca de Kerteminde, se convirtió en el hogar de Johannes y Alhed Larsen. Pronto también se convirtió en un lugar de encuentro para los pintores de Fionia a principios del siglo XX. Harald Giersing se unió al grupo y se casó con Besse Syberg, la hermana de Fritz Syberg. Otros artistas vinieron a Møllebakken en busca de inspiración, incluidos Olaf Rude, Harald Leth y Sven Havsteen-Mikkelsen.
Otro artista del grupo era Poul S. Christiansen quien, al igual que Larsen, procedía del norte de Fionia y se hizo amigo de Kristian Zahrtmann después de unirse al grupo en 1885.

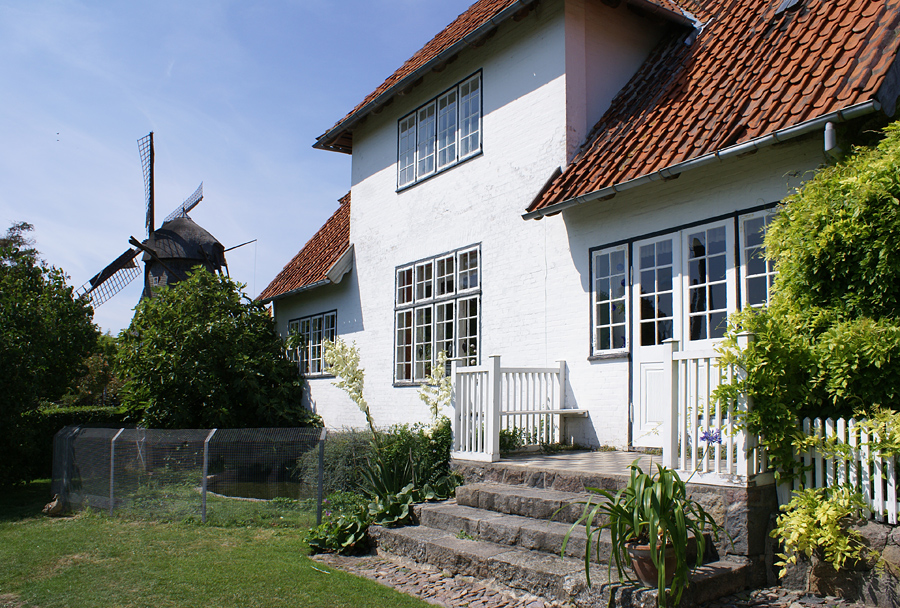
Museo Johannes Larsen en Kerteminde.

Debido a sus pinturas cotidianas y rurales, a veces se los denominaba despectivamente como los bondemalerne, pintores campesinos. En 1907 estalló un acalorado debate en la prensa danesa entre Gudmund Hentze, Harald y Agnes Slott-Møller, que representaban un movimiento de orientación intelectual en Copenhague, y Peter Hansen, que fundó los Pintores de Fionia junto con Jens Birkholm, Poul S. Christiansen y Karl Schou.

## Similitudes y diferencias
Los tres miembros principales del grupo, Larsen, Syber y Hansen, tenían mucho en común. Todos estudiaron con Kristian Zahrtmann y después fueron influenciados por Theodor Philipsen, cuyo enfoque de la luz y la sombra en las imágenes de la naturaleza se puede encontrar en sus pinturas. Al igual que Philipsen, Paul Gauguin y el impresionismo también se pueden ver en su arte. Zahrtmann, sin embargo, insistió en que todos desarrollaran sus propios estilos. Sin embargo, copiaron el uso intensivo del color de Zahrtmann, por ejemplo. Larsen incluso descartó la idea de ser identificado con una "escuela de Fionia"; más bien, las relaciones deberían nacer de un trasfondo común y una amistad cercana. 

## Museos
- El Museo Johannes Larsen en Møllebakken cerca de Kerteminde es la antigua casa de Larsen y su esposa. Muchas de sus pinturas están expuestas allí. Otros artistas de los Pintores de Fionia son Fritz Syberg, Peter Hansen y Christine Swane. La contextualización es muy similar a la original de Fionia de principios del siglo XX.
- El Museo de Faaborg en el puerto de Faaborg también está dedicado a los pintores de Fionia, especialmente a Fritz Syberg y Peter Hansen, que crecieron en este pueblo. Cuando Fritz Syberg ganó gran cantidad de dinero con la venta de sus pinturas decidió proporcionar la base financiera para el Museo Faaborg que se iba a fundar y que se dedicaría principalmente a los pintores de Fionia. La idea cuajó y el museo fue inaugurado en 1910. La comisión que decidió qué pinturas comprar para el museo estaba compuesta en su totalidad por hombres. De ello resultó que solo seleccionaron obras de sus colegas masculinos. Paradójicamente, según el acta, el hermano de Anne Syberg, Peter Hansen, y el esposo de Alhed Larsen, Johannes Larsen, en particular, se opusieron a la compra de obras de mujeres miembros de la colonia de artistas. Solo dos años después de la muerte de Anna Syberg, el museo la honró con una extensa exposición individual.  El museo crea periódicamente exposiciones especiales de los pintores de Fionia.[3]

## Galería

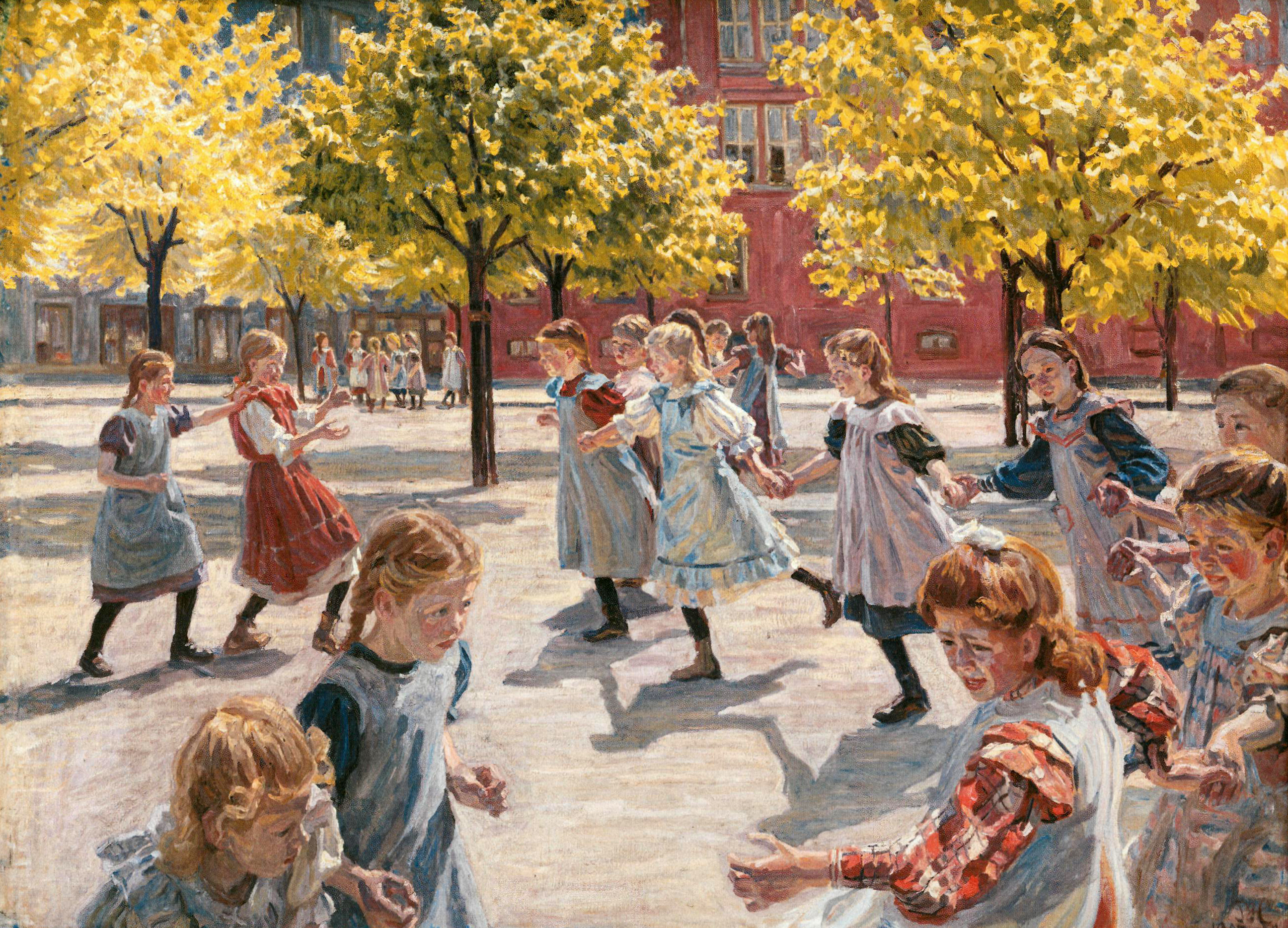
Peter Hansen: Enghave plads (1908)
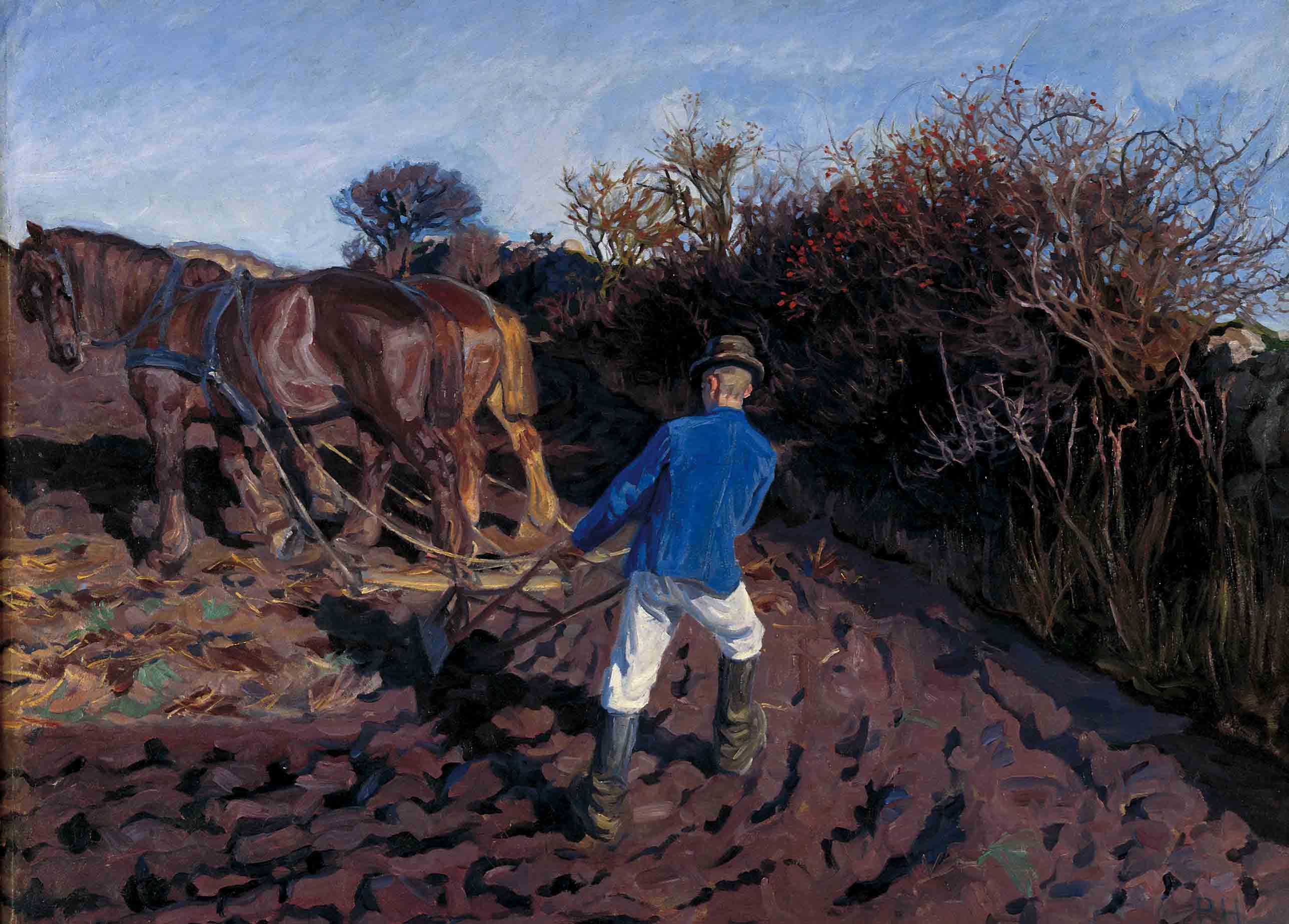
Peter Hansen: Pløjemanden vender (1902)
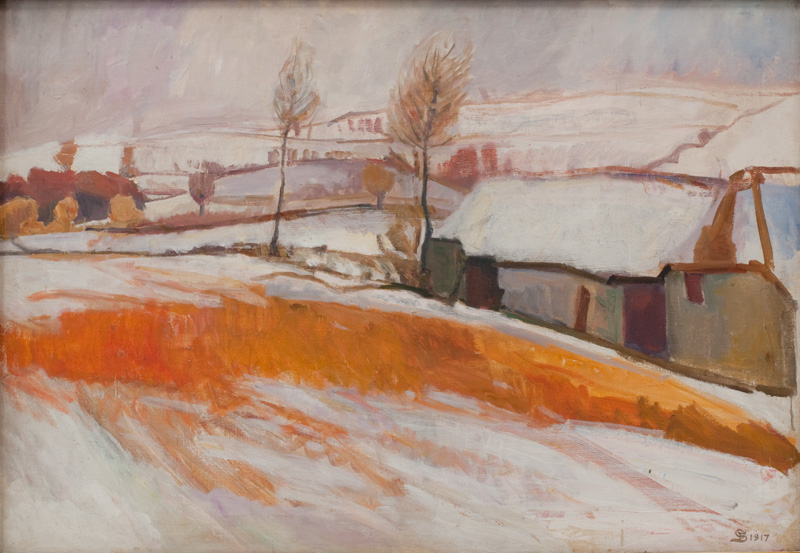
Fritz Syberg: Overkaerby Bakke. Invierno (1917)
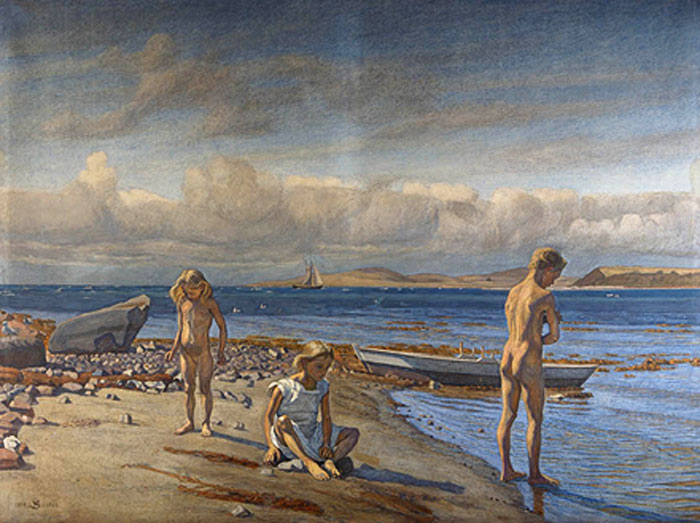
Fritz Syberg: Børnene på Fyns Hoved (1905)
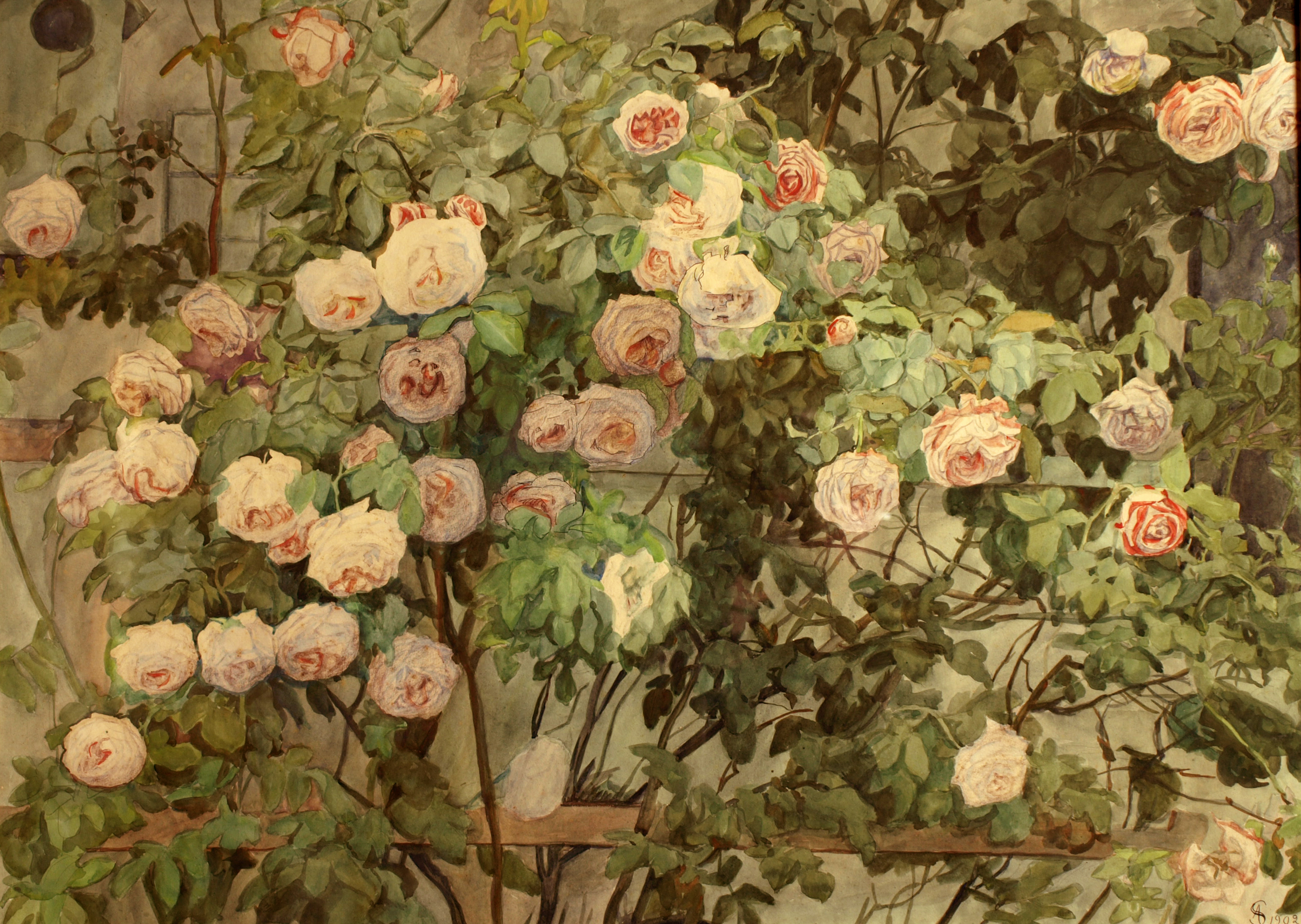
Anna Syberg: Roser (1902)
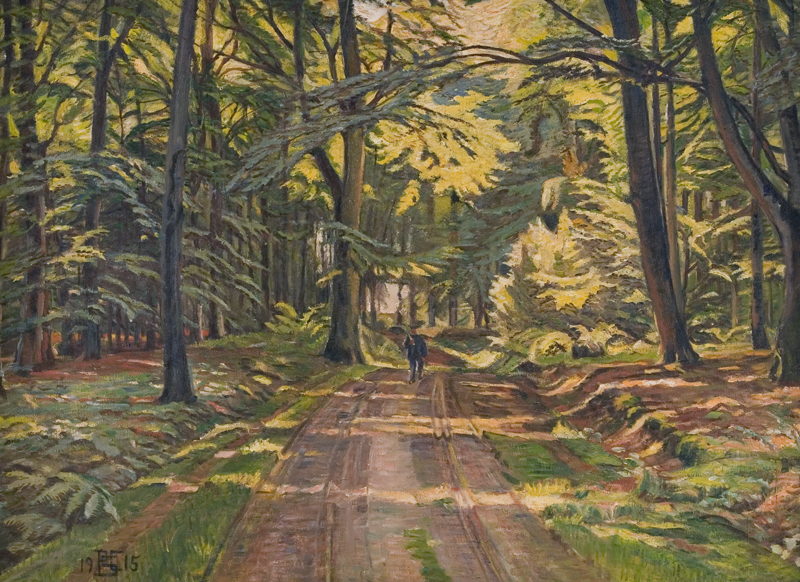
Poul S. Christiansen: Skovvej ved Dyrnaes (1915)
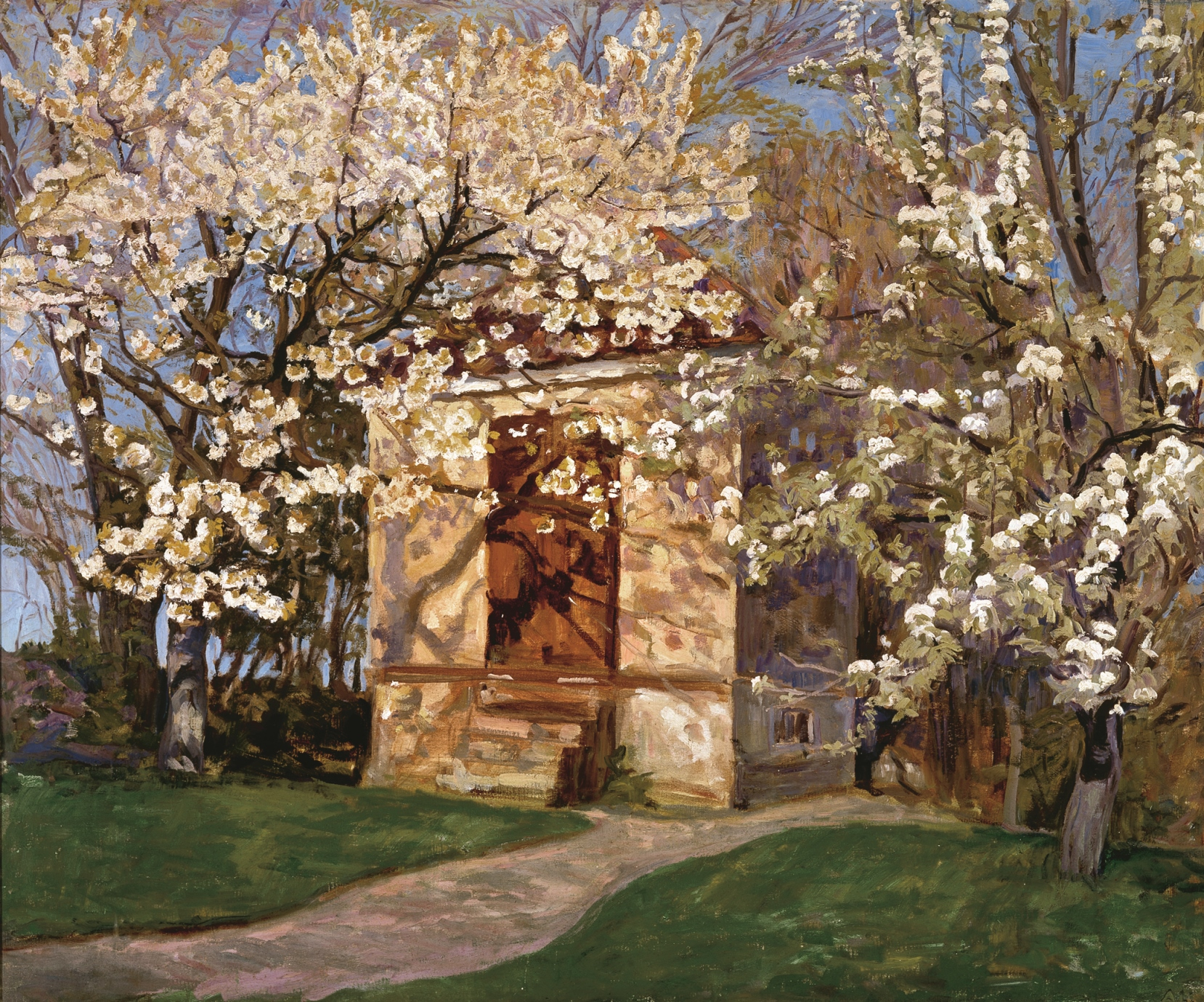
Ahled Larsen: Havhuset med blomstrende kirsebær (sin fecha)
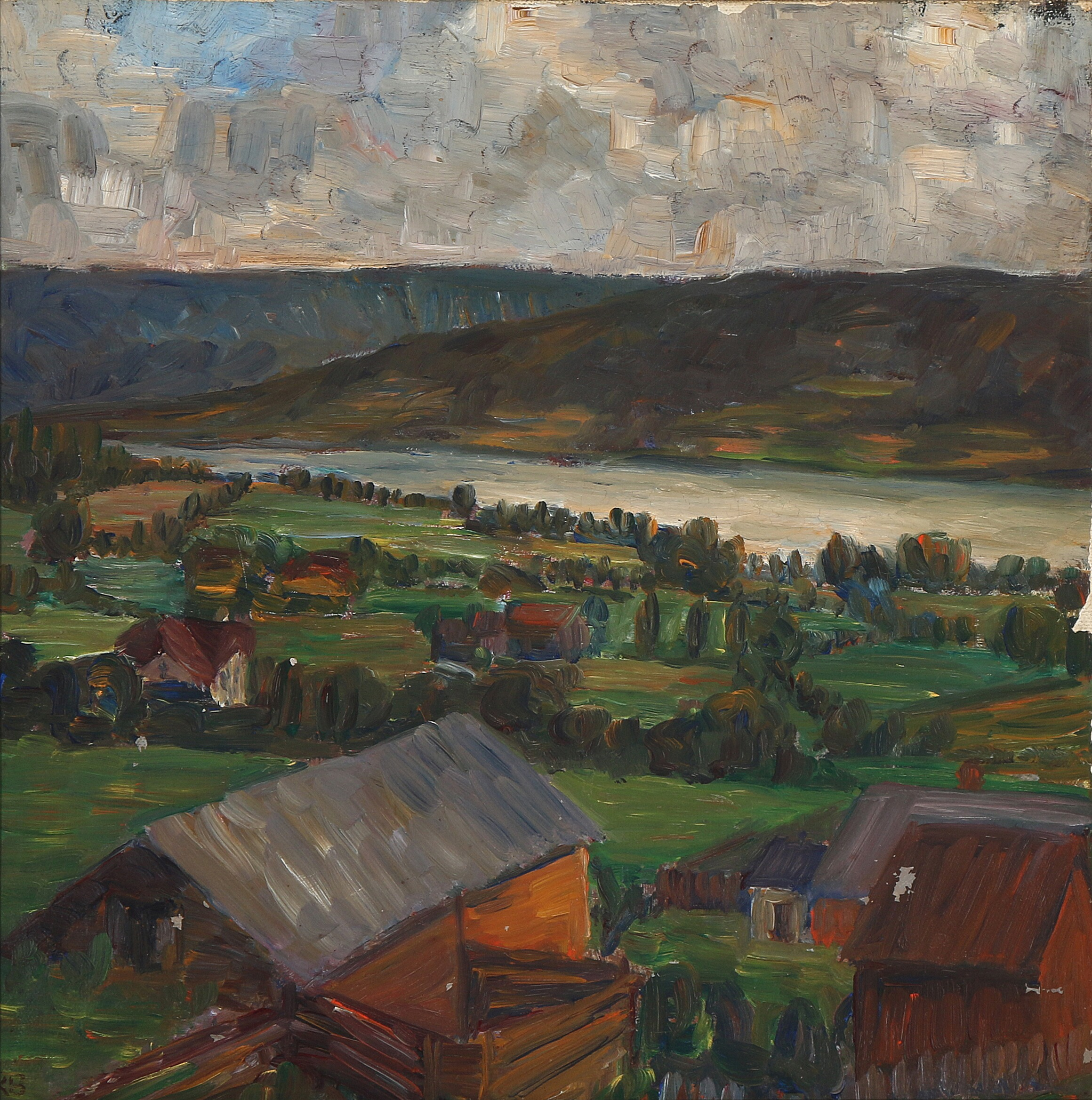
Karl Schou - Udsigt over Mjøsen, Norge